# Ebo punctatus
Ebo punctatus là một loài nhện trong họ Philodromidae.
Loài này thuộc chi Ebo. Ebo punctatus được miêu tả năm 1972 bởi Sauer & Norman I. Platnick.